# Kingswood Music Theatre
Das Kingswood Music Theatre ist ein von Mai bis September geöffnetes Amphitheater in Vaughan, Ontario, Kanada.
Die Veranstaltungsstätte mit Freiluftbühne wurde von 1982 bis 1983 erbaut und im Jahr 1983 eröffnet. Das Areal des Theaters fasst 15.000 Zuschauer und war Veranstaltungsort von Konzerten international bekannter Künstler wie The Beach Boys, Eric Clapton, John Denver, Lynyrd Skynyrd, John McLaughlin, The Steve Miller Band, Lady Gaga, Elton John und Rihanna.